# Saison 2003-2004 du Lightning de Tampa Bay
Autres saisons
La saison 2003-2004 du Lightning de Tampa Bay est la 12e saison de hockey sur glace jouée par la franchise de la Ligue nationale de hockey. Malgré un bon début de saison, le Lightning traverse par la suite une mauvaise passe lors de la première partie de la saison. L'équipe connaît finalement une très bonne deuxième partie de saison et se classe première de sa division ainsi que de son association à la fin de la saison régulière. 
Emmené notamment par Martin St-Louis qui termine meilleur pointeur de l'équipe et de la ligue, le Lightning se qualifie pour les séries éliminatoires, puis passe tous les tours pour remporter la première Coupe Stanley de son histoire, en battant en finale les Flames de Calgary quatre matchs à trois. L'attaquant du Lightning Brad Richards est sacré meilleur joueur des séries et remporte donc le trophée Conn-Smythe.

## Avant-saison

### Contexte
Lors de la saison 2002-2003, le Lightning se qualifie pour les séries éliminatoires de la Coupe Stanley pour la première fois depuis 1996, mais est éliminé au deuxième tour face par les Devils du New Jersey, futurs vainqueurs de la Coupe Stanley.
L'équipe prépare la saison 2003-2004 avec un effectif peu modifié, malgré le départ significatif de Václav Prospal, meilleur pointeur de Tampa Bay la saison précédente avec 79 points, qui rejoint les Mighty Ducks d'Anaheim. Pour compenser la perte de Prospal, le Lightning fait venir via une transaction Cory Stillman en provenance des Blues de Saint-Louis, en échange d'un choix de deuxième tour au repêchage de 2003,.
Peu après son élimination contre les Devils, l'équipe renvoie le vétéran Marc Bergevin, qui n'a joué qu'un seul match avec le Lightning, à son ancienne équipe des Penguins de Pittsburgh, et reçoit en retour un choix de neuvième tour pour le repêchage. Le Lightning choisit de ne pas renouveler le contrat de Stanislav Neckář, qui devient agent libre. L'équipe enregistre deux signatures mineures : Éric Perrin, qui a joué ses trois dernières saisons en Finlande, et Pascal Trépanier ; les deux joueront la saison avec les Bears de Hershey, club-école de l'équipe dans la Ligue américaine de hockey.
Le Lightning a l'intention de se qualifier une nouvelle fois pour les séries et compte notamment sur Martin St-Louis, Vincent Lecavalier et Brad Richards. Devant le but, l'équipe fait confiance à Nikolaï Khabibouline, malgré sa précédente saison en dents de scie qui avait fait préférer le gardien réserviste John Grahame lors du dernier match de l'équipe des séries précédentes contre les Devils.

### Joueurs repêchés
L'équipe dispose du 25e droit lors de ce repêchage mais l'échange aux Panthers de la Floride contre trois autres choix de repêchage, deux choix de deuxième tour et un de sixième, qui sont les 34e, 41e et 192e rangs. Elle ne choisit donc pas de joueur au premier tour et doit attendre jusqu'au 34e rang pour repêcher son premier joueur : il s'agit de Mike Egener, défenseur canadien évoluant pour le Hitmen de Calgary de la Ligue de hockey de l'Ouest. Les joueurs choisis au repêchage cette année par le Lightning sont les suivants :
| Tour | Choix | Nom               | Poste          | Nationalité     | Équipe précédente                     |
| ---- | ----- | ----------------- | -------------- | --------------- | ------------------------------------- |
| 2    | 34    | Mike Egener       | Défenseur      | Canada          | Hitmen de Calgary (LHOu)              |
| 2    | 41    | Matt Smaby        | Défenseur      | États-Unis      | Shattuck-Saint Mary's (USHS)          |
| 3    | 96    | Jonathan Boutin   | Gardien de but | Canada          | Mooseheads d'Halifax (LHJMQ)          |
| 6    | 192   | Doug O'Brien      | Défenseur      | Canada          | Olympiques de Hull (LHJMQ)            |
| 7    | 224   | Gerald Coleman    | Gardien de but | États-Unis      | Knights de London (LHO)               |
| 7    | 227   | Jay Rosehill      | Ailier gauche  | Canada          | Grizzlys d'Olds (LHJA)                |
| 8    | 255   | Raimonds Danilics | Attaquant      | Lettonie        | Stalkers Daugavpils Junior (Lettonie) |
| 8    | 256   | Brady Greco       | Défenseur      | États-Unis      | Steel de Chicago (USHL)               |
| 9    | 273   | Albert Vichniakov | Ailier gauche  | Russie          | Ak Bars Kazan (Superliga)             |
| 9    | 286   | Zbyněk Hrdel      | Centre         | Tchécoslovaquie | Océanic de Rimouski (LHJMQ)           |
| 9    | 287   | Nick Tarnasky     | Centre         | Canada          | Hurricanes de Lethbridge (LHOu)       |

## Saison régulière

### Déroulement de la saison

#### Première partie de la saison
La saison 2003-2004 du Lightning débute le 10 octobre 2003, alors que les joueurs de l'équipe jouent contre les Bruins de Boston devant leurs partisans au St. Pete Times Forum et Cory Stillman, nouvel arrivé au sein du club, marque deux buts et le Lightning gagne le match 5-1. La saison commence très bien pour les Bolts puisqu'ils gagnent leurs six premiers matchs et ne concèdent leur première défaite qu'à leur neuvième match, le 4 novembre contre leurs rivaux de division, les Capitals de Washington.
Le 8 novembre contre les Penguins de Pittsburgh, le Lightning établit un record d'équipe pour le plus grand nombre de buts en un match en marquant neuf buts. Au cours de cette victoire 9-0, Vincent Lecavalier inscrit trois buts pour réaliser un tour du chapeau, deux buts pour Rouslan Fedotenko et Stillman termine la soirée avec quatre points (un but et trois aides). Le gardien Nikolaï Khabibouline arrête 15 tirs et ne laisse passer aucun but, qui résulte d'un blanchissage, le douzième sous le chandail du Lightning. Il égale ainsi le record d'équipe du plus grand nombre de blanchissages qui était détenu par Daren Puppa,.
L'équipe connaît néanmoins des difficultés fin novembre et lors du mois de décembre puisque les victoires se font rares pendant cette période. L'équipe finit par perdre sa première place de la division Sud-Est au profit des Thrashers d'Atlanta : les joueurs de Tampa Bay ne récoltent aucune victoire en six matchs (quatre défaites et deux matchs nuls) du 23 novembre au 4 décembre puis après avoir gagné deux matchs consécutifs, ils en perdent quatre de suite. Alors que l'équipe descend au classement, le Lightning évite une cinquième défaite de suite le 18 décembre en battant les Flyers de Philadelphie, meneurs de la ligue, 5-4 en prolongation. Alors que les Flyers mènent le match 4-3 en troisième tiers-temps et avec moins de 10 minutes à jouer, St-Louis égalise. Il marque un autre but par la suite en prolongation pour donner la victoire au Lightning.
Le 27 décembre contre les Bruins, l'équipe gagne le match 4-2 avec trois buts en infériorité numérique, dont deux par St-Louis et un par Lecavalier, et réalise un record d'équipe à ce chapitre. L'équipe termine l'année 2003 sur un match nul 2-2 contre les Panthers de la Floride mais connaît un début d'année 2004 difficile en étant blanchi 2-0 contre les Blue Jackets de Columbus et ne comptabilise que 4 victoires lors des 20 dernières parties[pas clair]. De plus, l'équipe n'est pas à ce moment qualifiée pour les séries éliminatoires en étant classé en-dessous de la huitième et dernière place qualificative.

#### Deuxième partie de la saison
L'équipe réagit au cours d'une victoire convaincante contre les Flyers (6-1) avec un tour du chapeau de Fredrik Modin début janvier mais rechute au match suivant avec une défaite 5-2 contre les Sénateurs d'Ottawa. L'entraîneur du Lightning, John Tortorella, décide de donner sa chance au deuxième gardien de l'équipe, John Grahame, pour les quatre matchs suivants. Il parvient à faire gagner ces quatre matchs en ne concédant qu'un seul but à chaque fois. Le soir du 11 janvier, alors que le Lightning avec une troisième victoire consécutive, 2-1 en prolongation contre les Rangers de New York, l'équipe revient à la première place de sa division.
Le 15 janvier, St-Louis marque un tour du chapeau lors du match contre les Hurricanes de la Caroline, alors que les éclairs gagnent un cinquième match de suite, puis neuf jours et cinq matchs plus tard, il inscrit de nouveau trois buts alors que le Lightning joue contre son ancienne équipe, les Flames de Calgary. Le 27 février, le Lightning décide de venir chercher le défenseur Darryl Sydor en provenance des Blue Jackets de Columbus en plus de recevoir un choix de quatrième tour pour le repêchage de 2004 et cède en retour Aleksandr Svitov ainsi qu'un choix de troisième tour pour 2004. L'équipe retrouve le chemin de la victoire en gagnant six matchs de suite à partir du 22 janvier avant d'être freiné le 3 février par les Capitals en perdant 2-1.
Le 54e Match des étoiles de la LNH a lieu le 8 février et se joue au Xcel Energy Center, domicile du Wild du Minnesota. Un mois avant ce match, St-Louis est sélectionné pour représenter le Lightning et fait partie de la formation de départ de l'Association de l'Est après avoir été élu grâce au vote des fans, avec 79 707 votes. Un autre joueur de l'équipe, Pavel Kubina, joue le match en remplaçant Wade Redden, qui ne peut participer en raison d'une grippe. Aucun des deux joueurs du Lightning ne marque le moindre point mais l'Association de l'Est parvient tout de même à battre l'Association de l'Ouest 6-4.
À la suite du Match des étoiles, le Lightning parvient à obtenir au moins un point durant 18 matchs consécutifs ; en effet, du 5 février au 12 mars, l'équipe ne perd pas un match en temps réglementaire et récolte 14 victoires, 2 matchs nuls et 2 défaites en prolongation. Le 25 février, l'équipe échange son choix de huitième tour pour le prochain repêchage aux Predators de Nashville et reçoit en retour Timo Helbling.
Le 1er mars, après leur victoire 3-0 contre l'Avalanche du Colorado, les Bolts sont à égalité avec les Flyers et les Sénateurs pour le plus grand nombre de points dans l'Association de l'Est, les trois équipes comptant 84 points puis le 6 mars, après une victoire 5-3 contre les Panthers, ils prennent l'exclusivité du premier rang dans l'Est ainsi que de la ligue avec respectivement un et deux points d'avance sur les Red Wings de Détroit et sur les Flyers. Deux jours plus tard, le Lightning est assuré de la première place de sa division à la suite d'un match nul 1-1 contre les Red Wings. Le 9 mars est le dernier jour possible des échanges, jour appelé trade dead line, et le Lightning profite de cette journée pour faire un autre échange avec les Predators ; l'équipe rapatrie Stanislav Neckář, qui avait passé trois saisons avec le Lightning avant de signer pour les Preds en novembre 2003, et donne en échange un choix de sixième tour pour le prochain repêchage. 
En pleine compétition pour le Trophée des présidents, l'équipe encaisse pour la première fois en 19 matchs une défaite en temps régulier en se faisant battre 5-1 par les Hurricanes le soir du 13 mars. Le 1er avril, le Lightning s'assure de terminer à la première place de son association lors de son 81e et avant-dernier match de la saison contre les Panthers ; l'équipe gagne le match 4-3 avec deux buts de St-Louis, dont le but vainqueur en fin de troisième tiers. L'équipe perd toutefois la course pour le Trophée des présidents à la suite d'une victoire des Red Wings contre Blues de Saint-Louis le même jour. Le Lightning joue le dernier match de la saison régulière contre les Thrashers mais perd le match 2-1, le seul but des Bolts étant marqué par St-Louis. Ce dernier termine la saison avec 94 points et termine en tête des meilleurs pointeurs de l'équipe ainsi que de la ligue pour ainsi mettre la main sur le trophée Art-Ross remis à ce chapitre.

### Statistiques de la saison régulière

#### Match après match
Cette section présente les matchs 2003-2004 de saison régulière du Lightning du 10 octobre au 3 avril.
Nota : les résultats sont indiqués dans la boîte déroulante ci-dessous afin de ne pas surcharger l'affichage de la page. La colonne « Fiche » indique à chaque match le parcours de l'équipe au niveau des victoires, défaites, matchs nuls et défaites en prolongation (dans l'ordre).

#### Classement
Le Lightning finit à la première place de la division Sud-Est ainsi que de l'association de l'Est et est deuxième de la ligue derrière les Red Wings de Détroit, qui comptent trois points de plus. Le Lightning est la seule équipe de sa division à être qualifiée pour les séries éliminatoires.
| +001, | Lightning de Tampa Bay    | Sud-Est    | 82 | 46 | 22 | 8  | 6 | 245 | 192 | 106 |  |  |
| +002, | Bruins de Boston          | Nord-Est   | 82 | 41 | 19 | 15 | 7 | 209 | 188 | 104 |  |  |
| +003, | Flyers de Philadelphie    | Atlantique | 82 | 40 | 21 | 15 | 6 | 229 | 186 | 101 |  |  |
| +004, | Maple Leafs de Toronto    | Nord-Est   | 82 | 45 | 24 | 10 | 3 | 242 | 204 | 103 |  |  |
| +005, | Sénateurs d'Ottawa        | Nord-Est   | 82 | 43 | 23 | 10 | 6 | 262 | 189 | 102 |  |  |
| +006, | Devils du New Jersey      | Atlantique | 82 | 43 | 25 | 12 | 2 | 213 | 164 | 100 |  |  |
| +007, | Canadiens de Montréal     | Nord-Est   | 82 | 41 | 30 | 7  | 4 | 208 | 192 | 93  |  |  |
| +008, | Islanders de New York     | Atlantique | 82 | 38 | 29 | 11 | 4 | 237 | 211 | 91  |  |  |
|       |                           |            |    |    |    |    |   |     |     |     |  |  |
| +009, | Sabres de Buffalo         | Nord-Est   | 82 | 37 | 34 | 7  | 4 | 220 | 221 | 85  |  |  |
| +010, | Thrashers d'Atlanta       | Sud-Est    | 82 | 33 | 37 | 8  | 4 | 214 | 243 | 78  |  |  |
| +011, | Hurricanes de la Caroline | Sud-Est    | 82 | 28 | 34 | 14 | 6 | 172 | 209 | 76  |  |  |
| +012, | Panthers de la Floride    | Sud-Est    | 82 | 28 | 35 | 15 | 4 | 188 | 221 | 76  |  |  |
| +013, | Rangers de New York       | Atlantique | 82 | 27 | 40 | 7  | 8 | 206 | 250 | 69  |  |  |
| +014, | Capitals de Washington    | Sud-Est    | 82 | 23 | 46 | 10 | 3 | 186 | 253 | 59  |  |  |
| +015, | Penguins de Pittsburgh    | Atlantique | 82 | 23 | 47 | 8  | 4 | 190 | 303 | 58  |  |  |

## Composition de l'équipe
L'équipe 2003-2004 du Lightning est entraînée par John Tortorella, assisté de Craig Ramsay et Jeff Reese ; le directeur général de la franchise est Jay Feaster. Les joueurs utilisés au cours de la saison sont inscrits dans le tableau ci-dessous.
| 35 | Nikolaï Khabibouline | Drapeau de la Russie   | 55 | 28 | 19 | 7 | 3 273 | 127 | 3 | 2,33 | 91,0 | 2 | 12 | 23 | 16 | 7 | 1 401 | 40 | 5 | 1,71 | 93,3 | 0 | 0 |
| 47 | John Grahame         | Drapeau des États-Unis | 29 | 18 | 9  | 1 | 1 688 | 58  | 1 | 2,06 | 91,3 | 0 | 4  | 1  | 0  | 0 | 34    | 2  | 0 | 3,53 | 88,2 | 0 | 0 |

| 2  | Stanislav Neckář | Drapeau de la Tchéquie | -  | -  | -  | -  | -  | 2  | 0 | 0 | 0  | 0  | A commencé la saison avec les Predators de Nashville   |
| 5  | Jassen Cullimore | Drapeau du Canada      | 79 | 2  | 5  | 7  | 58 | 11 | 0 | 2 | 2  | 6  |                                                        |
| 13 | Pavel Kubina     | Drapeau de la Tchéquie | 81 | 17 | 18 | 35 | 85 | 22 | 0 | 4 | 4  | 50 |                                                        |
| 21 | Cory Sarich      | Drapeau du Canada      | 82 | 3  | 16 | 19 | 89 | 23 | 0 | 2 | 2  | 25 |                                                        |
| 22 | Dan Boyle        | Drapeau du Canada      | 78 | 9  | 30 | 39 | 60 | 23 | 2 | 8 | 10 | 16 |                                                        |
| 37 | Brad Lukowich    | Drapeau du Canada      | 79 | 5  | 14 | 19 | 24 | 18 | 0 | 2 | 2  | 6  |                                                        |
| 38 | Darren Rumble    | Drapeau du Canada      | 5  | 0  | 0  | 0  | 2  | -  | - | - | -  | -  |                                                        |
| 44 | Nolan Pratt      | Drapeau du Canada      | 58 | 1  | 3  | 4  | 42 | 20 | 0 | 0 | 0  | 8  |                                                        |
| 55 | Darryl Sydor     | Drapeau du Canada      | 31 | 1  | 6  | 7  | 6  | 23 | 0 | 6 | 6  | 9  | A commencé la saison avec les Blue Jackets de Columbus |

| 4  | Vincent Lecavalier  | Drapeau du Canada       | C  | 81 | 32 | 34 | 66 | 52  | 23 | 9  | 7  | 16 | 25 | A - assistant capitaine                               |
| 7  | Ben Clymer          | Drapeau des États-Unis  | AD | 66 | 2  | 8  | 10 | 50  | 5  | 0  | 0  | 0  | 0  |                                                       |
| 8  | Martin Cibák        | Drapeau de la Slovaquie | C  | 63 | 2  | 7  | 9  | 30  | 6  | 0  | 1  | 1  | 0  |                                                       |
| 9  | Éric Perrin         | Drapeau du Canada       | C  | 4  | 0  | 0  | 0  | 0   | 12 | 0  | 1  | 1  | 6  |                                                       |
| 11 | Chris Dingman       | Drapeau du Canada       | AG | 74 | 1  | 5  | 6  | 140 | 23 | 1  | 1  | 2  | 63 |                                                       |
| 16 | Aleksandr Svitov    | Drapeau de la Russie    | C  | 11 | 0  | 3  | 3  | 4   | -  | -  | -  | -  | -  | A terminé la saison avec les Blue Jackets de Columbus |
| 17 | Rouslan Fedotenko   | Drapeau de l'Ukraine    | AG | 77 | 17 | 22 | 39 | 30  | 23 | 12 | 2  | 14 | 14 |                                                       |
| 19 | Brad Richards       | Drapeau du Canada       | C  | 82 | 26 | 53 | 79 | 12  | 23 | 12 | 14 | 26 | 4  |                                                       |
| 24 | Shane Willis        | Drapeau du Canada       | AD | 12 | 0  | 6  | 6  | 2   | -  | -  | -  | -  | -  |                                                       |
| 25 | Dave Andreychuk     | Drapeau du Canada       | AG | 82 | 21 | 18 | 39 | 42  | 23 | 1  | 13 | 14 | 14 | C - capitaine de l'équipe                             |
| 26 | Martin St-Louis     | Drapeau du Canada       | AD | 82 | 38 | 56 | 94 | 24  | 23 | 9  | 15 | 24 | 14 |                                                       |
| 27 | Tim Taylor          | Drapeau du Canada       | C  | 82 | 7  | 15 | 22 | 25  | 23 | 2  | 3  | 5  | 31 |                                                       |
| 29 | Dmitri Afanassenkov | Drapeau de la Russie    | AG | 71 | 6  | 10 | 16 | 12  | 23 | 1  | 2  | 3  | 6  |                                                       |
| 33 | Fredrik Modin       | Drapeau de la Suède     | AG | 82 | 29 | 28 | 57 | 32  | 23 | 8  | 11 | 19 | 10 | A - assistant capitaine                               |
| 36 | André Roy           | Drapeau du Canada       | AG | 33 | 1  | 1  | 2  | 78  | 21 | 1  | 2  | 3  | 61 |                                                       |
| 61 | Cory Stillman       | Drapeau du Canada       | AG | 81 | 25 | 55 | 80 | 36  | 21 | 2  | 5  | 7  | 15 |                                                       |

## Séries éliminatoires

### Premier tour contre les Islanders
Le Lightning affronte en quart de finale d'association les Islanders de New York, classés huitièmes de l'association de l'Est avec 91 points. Trent Hunter et Oleg Kvasha se partagent le titre de meilleur pointeur des Islanders avec chacun 51 points et l'équipe de Long Island compte sur Rick DiPietro comme gardien titulaire. Le Lightning, premier, possède l'avantage de la glace : les deux premiers matchs sont donc joués au St. Pete Times Forum, puis les deux suivants dans la patinoire des Islanders, le Nassau Coliseum. Si besoin, les matchs suivants se jouent à Tampa puis à Uniondale et, en cas de septième match, à nouveau à Tampa.
Le premier match de la série, qui se joue le 8 avril, est à l'avanatage du Lightning qui gagne le match 3-0. Après une première période sans but, André Roy score le premier but du match cinq minutes après le deuxième tiers puis près de six minutes plus tard, Fredrik Modin double l'avance du Lightning. Modin inscrit un deuxième but lors du troisième tiers après avoir profité d'une supériorité numérique qui résulte d'une pénalité de Mattias Weinhandl. Le gardien Khabibouline n'encaisse aucun but sur les 30 tirs qu'il a reçu. Le match suivant se termine sous le même score mais est remporté par les Islanders qui égalisent la série 1-1 : Janne Niinimaa marque le premier but du match dès la 11e minute en supériorité numérique puis en troisième période, Jason Blake marque un deuxième but pour l'équipe adverse avant d'en marquer un autre dans un filet désertée par Khabibouline à la dernière minute de jeu.
Le troisième match a lieu au domicile des Islanders, le Nassau Coliseum, et en début de match, le Lightning inscrit deux buts en moins de trois minutes : à 3 minutes 40 secondes, Brad Richards inscrit un but en supériorité numérique alors qu'il ne restait que dix secondes à la pénalité de Blake puis moins de trois minutes plus tard, St-Louis marque un deuxième but pour les joueurs visiteurs. Après une deuxième période sans but, St-Louis marque un troisième but pour l'équipe dans un filet désert alors qu'il ne restait que dix secondes au match pour ainsi permettre à l'équipe de prendre les devants dans la série.
Les Islanders sont une nouvelle fois blanchis devant leurs partisans par Khabibouline et le Lightning. Alors que son coéquipier Dmitri Afanassenkov est pénalisé, St-Louis, qui mène la ligue cette saison sur les buts et les points marqués en infériorité numérique avec respectivement huit et onze, marque une nouvelle fois à ce chapitre vers la moitié du premier tiers-temps. Rouslan Fedotenko double l'avance des éclairs en marquant deux minutes avant la fin du deuxième tiers avant que Modin puisse marquer un troisième but à la première minute du troisième tiers. Après avoir arrêté 33 tirs, Khabibouline réalise un deuxième blanchissage de suite et son équipe mène la série 3-1.
Le Lightning a la chance d'éliminer les Islanders lors du cinquième match mais la partie commence par un but du côté adverse alors que Kvasha marque dès la dixième minute de jeu, mettant fin à la séquence de Khabibouline qui n'a pas concédé de but depuis 145 minutes et 9 secondes de jeu. La deuxième période est marquée par deux buts du Lightning : les buts de Tim Taylor et Fedotenko permettent au Lightning de mener le match mais à la 47e minute, au troisième tiers, le joueur des Islanders Mark Parrish égalise le score. Le but de Parrish emmène les deux équipes en période de prolongation, qui se joue en mort subite. À la quatrième minute de prolongation, Modin passe le palet à St-Louis qui parvient à battre DiPietro et donne la victoire au Lightning 3-2, éliminant du coup les Islanders 4 matchs à 1.
| 8 avril | Tampa Bay | 3-0 (0-0, 2-0, 1-0) | New York | St. Pete Times Forum 18 536 spectateurs |

| Feuille de match | Feuille de match                                                             | Feuille de match | Feuille de match | Feuille de match                                                 |
| ---------------- | ---------------------------------------------------------------------------- | ---------------- | ---------------- | ---------------------------------------------------------------- |
|                  | Roy — 25 min 7 s Modin — 31 min 6 s Modin (Sydor, Kubina) — 50 min 59 s (SN) | 1-0 2-0 3-0      | -                | Arbitrage : Bill McCreary, Tim Peel Scott Driscoll, Steve Miller |
| Khabibouline     | Gardiens                                                                     | DiPietro         |                  | Arbitrage : Bill McCreary, Tim Peel Scott Driscoll, Steve Miller |
| 10 min           | Pénalités                                                                    | 14 min           |                  | Arbitrage : Bill McCreary, Tim Peel Scott Driscoll, Steve Miller |
| 18               | Tirs                                                                         | 30               |                  | Arbitrage : Bill McCreary, Tim Peel Scott Driscoll, Steve Miller |

| 10 avril | Tampa Bay | 0-3 (0-1, 0-0, 0-2) | New York | St. Pete Times Forum 19 982 spectateurs |

| Feuille de match | Feuille de match | Feuille de match | Feuille de match | Feuille de match                                                       |
| ---------------- | ---------------- | ---------------- | --- | ---------------------------------------------------------------------- |
|                  | -                | 0-1 0-2 0-3      | Niinimaa (Hamrlík, Parrish) — 11 min 42 s (SN) Blake (Scatchard, Martínek) — 43 min 36 s Blake (Parrish, Niinimaa) — 59 min 5 s (CV) | Arbitrage : Paul Devorski, Marc Joannette Scott Driscoll, Steve Miller |
| Khabibouline     | Gardiens         | DiPietro         | | Arbitrage : Paul Devorski, Marc Joannette Scott Driscoll, Steve Miller |
| 8 min            | Pénalités        | 14 min           | | Arbitrage : Paul Devorski, Marc Joannette Scott Driscoll, Steve Miller |
| 22               | Tirs             | 25               | | Arbitrage : Paul Devorski, Marc Joannette Scott Driscoll, Steve Miller |

| 12 avril | New York | 0-3 (0-2, 0-0, 0-1) | Tampa Bay | Nassau Coliseum 16 234 spectateurs |

| Feuille de match | Feuille de match | Feuille de match | Feuille de match | Feuille de match                                                        |
| ---------------- | ---------------- | ---------------- | --- | ----------------------------------------------------------------------- |
|                  | -                | 0-1 0-2 0-3      | Richards (Boyle, Lukowich) — 3 min 40 s (SN) St-Louis (Richards, Modin) — 6 min 32 s St-Louis (Richards, Sarich) — 59 min 50 s (CV) | Arbitrage : Mike Hasenfratz, Michael McGeough Greg Devorski, Jean Morin |
| DiPietro         | Gardiens         | Khabibouline     | | Arbitrage : Mike Hasenfratz, Michael McGeough Greg Devorski, Jean Morin |
| 6 min            | Pénalités        | 8 min            | | Arbitrage : Mike Hasenfratz, Michael McGeough Greg Devorski, Jean Morin |
| 28               | Tirs             | 24               | | Arbitrage : Mike Hasenfratz, Michael McGeough Greg Devorski, Jean Morin |

| 14 avril | New York | 0-3 (0-1, 0-1, 0-1) | Tampa Bay | Nassau Coliseum 16 234 spectateurs |

| Feuille de match | Feuille de match | Feuille de match | Feuille de match                                                                                              | Feuille de match                                            |
| ---------------- | ---------------- | ---------------- | --- | ----------------------------------------------------------- |
|                  | -                | 0-1 0-2 0-3      | St-Louis — 10 min 30 s (IN) Fedotenko (Richards, Modin) — 38 min 3 s Modin (St-Louis, Richards) — 41 min 34 s | Arbitrage : Tim Peel, Brad Watson Kevin Collins, Jean Morin |
| DiPietro         | Gardiens         | Khabibouline     | | Arbitrage : Tim Peel, Brad Watson Kevin Collins, Jean Morin |
| 4 min            | Pénalités        | 6 min            | | Arbitrage : Tim Peel, Brad Watson Kevin Collins, Jean Morin |
| 33               | Tirs             | 20               | | Arbitrage : Tim Peel, Brad Watson Kevin Collins, Jean Morin |

| 16 avril | Tampa Bay | 3-2 (pr) (0-1, 2-0, 0-1, 1-0) | New York | St. Pete Times Forum 20 927 spectateurs |

| Feuille de match | Feuille de match                                                                                      | Feuille de match    | Feuille de match                                                                            | Feuille de match                                                         |
| ---------------- | --- | ------------------- | ------------------------------------------------------------------------------------------- | ------------------------------------------------------------------------ |
|                  | - Taylor (Modin) — 36 min 18 s Fedotenko (Modin, Boyle) — 38 min 22 s - St-Louis (Modin) — 64 min 7 s | 0-1 1-1 2-1 2-2 3-2 | Kvasha (Iachine, Czerkawski) — 10 min 41 s (SN) - Parrish (Asham, Niinimaa) — 47 min 28 s - | Arbitrage : Don Koharski, Kelly Sutherland Don Henderson, Pierre Racicot |
| Khabibouline     | Gardiens                                                                                              | DiPietro            |                                                                                             | Arbitrage : Don Koharski, Kelly Sutherland Don Henderson, Pierre Racicot |
| 6 min            | Pénalités                                                                                             | 12 min              |                                                                                             | Arbitrage : Don Koharski, Kelly Sutherland Don Henderson, Pierre Racicot |
| 37               | Tirs                                                                                                  | 26                  |                                                                                             | Arbitrage : Don Koharski, Kelly Sutherland Don Henderson, Pierre Racicot |

### Deuxième tour contre les Canadiens
Le Lightning affronte en demi-finale d'association les Canadiens de Montréal, septièmes de l'association Est. Ces derniers, qui ont éliminé les Bruins de Boston au premier tour, comptent dans leurs rangs Richard Zedník, Mike Ribeiro, Saku Koivu ou encore la recrue Michael Ryder et dans les buts, José Théodore, gagnant du trophée Hart et du trophée Vézina en 2002.
Le premier match de cette série débute par un but de Fedotenko en deuxième période, assisté de St-Louis et Lecavalier, alors que ce dernier n'avait pas marqué un point lors de la série contre les Islanders. Lecavalier marque le premier de ses deux buts de la soirée à la 36e minute de jeu. Après un second but de Lecavalier, Afanassenkov marque un quatrième but pour le Lightning à la 47e minute, portant le score à 4-0 puis Théodore est remplacé par Mathieu Garon. Alors qu'il reste près d'une minute et demie à faire au match, le joueur du Canadien Joé Juneau réalise une charge contre la bande contre Fedotenko qui lui vaut une pénalité puis une mêlée sur la glace éclate entre les deux équipes, menant à une combat entre Cory Sarich et Sheldon Souray. Khabibouline n'a pas encaissé de but et réalise 21 arrêts pour ainsi réaliser un quatrième blanchissage en six matchs.
Lors du deuxième match, alors que Ryder est pénalisé pour rudesse et que le Lightning joue en supériorité numérique, Lecavalier ouvre le pointage deux minutes et demie depuis le début de la rencontre puis six minutes de jeu plus tard, Modin double l'avance de Tampa Bay. Modin est pénalisé après avoir fermé sa main sur le palet et alors que sa pénalité prend fin dans dix secondes, Koivu marque le premier but de Montréal dans cette série à la 16e minute pour réduire l'écart à un but. Alors qu'il ne reste que 2,4 secondes au deuxième tiers, Lecavalier continue sur sa lancée et inscrit un deuxième doublé en deux matchs après avoir battu Théodore sur une échappée pour porter la marque à 3-1 à l'avantage du Lightning. Aucun but n'est marqué au troisième tiers-temps et le Lightning mène la série 2 matchs à 0.
Le troisième match a lieu au Centre Bell, patinoire des Canadiens et après un premier tiers-temps sans but, Stillman marque le premier but du match à la 28e minute en infériorité numérique alors que son coéquipier Fedotenko est pénalisé mais moins d'une minute plus tard, l'attaquant du Canadien Alekseï Kovaliov marque en supériorité numérique dans cette même pénalité. Le Lightning joue à 5 contre 4 à la suite d'une pénalité de Niklas Sundström puis Richards en profite pour marquer et mener le match 2-1 pour le Lightning. Lors de la troisième période, Ryder et Patrice Brisebois marquent pour Montréal pour ainsi mener les Canadiens 3-2. Alors que ces derniers semblent se diriger vers une victoire, le Lightning retire Khabibouline en faveur d'un sixième patineur sur la glace et alors qu'il ne reste que 16,5 secondes à faire au match, Lecavalier marque et égalise le score à 3 buts partout. Alors qu'une minute et cinq secondes est écoulée depuis la période de prolongation, Richards score le but qui donne la victoire au Lightning, leur permettant de tripler leur avance dans la série.
Le Lightning a l'occasion de balayer les Canadiens lors du quatrième match de la série mais la première période est à l'avanage de Montréal, Sundström inscrivant le premier but du match à la cinquième minute de la partie. Lors du deuxième tiers, Mike Komisarek est pénalisé puis le défenseur du Lightning Dan Boyle profite de la supériorité numérique de l'équipe pour égaliser le pointage puis moins de trois minutes avant la fin de cette période, Richards donne les devants à Tampa 2-1. Le score reste inchangé jusque vers la fin du troisième tiers et alors que les Canadiens tentent par tous les moyens d'égaliser le score et espérer jouer un autre match, ils retirent leur gardien de but en faveur d'un sixième patineur mais Modin scelle l'issue du match en marquant dans le but vide des Canadiens alors qu'il restait 55 secondes à faire au match, permettant au Lightning de balayer le Canadien en quatre matchs et accéder en finale d'association de l'Est.
| 23 avril | Tampa Bay | 4-0 (0-0, 2-0, 2-0) | Montréal | St. Pete Times Forum 18 904 spectateurs |

| Feuille de match | Feuille de match | Feuille de match            | Feuille de match | Feuille de match                                               |
| ---------------- | --- | --------------------------- | ---------------- | -------------------------------------------------------------- |
|                  | Fedotenko (St-Louis, Lecavalier) — 22 min 52 s Lecavalier (St-Louis, Sydor) — 36 min 43 s Lecavalier (St-Louis, Boyle) — 43 min 49 s Afanassenkov (Taylor) — 47 min 20 s | 1-0 2-0 3-0 4-0             | -                | Arbitrage : Kerry Fraser, Dan O'Halloran Jean Morin, Tim Nowak |
| Khabibouline     | Gardiens | José Théodore Mathieu Garon |                  | Arbitrage : Kerry Fraser, Dan O'Halloran Jean Morin, Tim Nowak |
| 11 min           | Pénalités | 27 min                      |                  | Arbitrage : Kerry Fraser, Dan O'Halloran Jean Morin, Tim Nowak |
| 34               | Tirs | 21                          |                  | Arbitrage : Kerry Fraser, Dan O'Halloran Jean Morin, Tim Nowak |

| 25 avril | Tampa Bay | 3-1 (2-1, 1-0, 0-0) | Montréal | St. Pete Times Forum 19 435 spectateurs |

| Feuille de match | Feuille de match | Feuille de match | Feuille de match                                | Feuille de match                                                 |
| ---------------- | --- | ---------------- | ----------------------------------------------- | ---------------------------------------------------------------- |
|                  | Lecavalier (St-Louis, Andreychuk) — 2 min 35 s (SN) Modin (Richards, Stillman) — 8 min 33 s - Lecavalier (Sarich) — 39 min 57 s | 1-0 2-0 2-1 3-1  | - Koivu (Kovaliov, Markov) — 16 min 40 s (SN) - | Arbitrage : Marc Joannette, Stephen Walkom Jean Morin, Tim Nowak |
| Khabibouline     | Gardiens | Théodore         |                                                 | Arbitrage : Marc Joannette, Stephen Walkom Jean Morin, Tim Nowak |
| 8 min            | Pénalités | 8 min            |                                                 | Arbitrage : Marc Joannette, Stephen Walkom Jean Morin, Tim Nowak |
| 29               | Tirs | 27               |                                                 | Arbitrage : Marc Joannette, Stephen Walkom Jean Morin, Tim Nowak |

| 27 avril | Montréal | 3-4 (pr) (0-0, 1-2, 2-1, 0-1) | Tampa Bay | Centre Bell 21 273 spectateurs |

| Feuille de match | Feuille de match                                                                                             | Feuille de match            | Feuille de match | Feuille de match                                                  |
| ---------------- | --- | --------------------------- | --- | ----------------------------------------------------------------- |
|                  | - Kovaliov (Markov, Rivet) — 29 min 33 s (SN) - Ryder (Rivet) — 50 min 32 s Brisebois (Dowd) — 56 min 13 s - | 0-1 1-1 1-2 2-2 3-2 3-3 3-4 | Stillman (Kubina, Taylor) — 28 min 41 s (IN) - Richards (St-Louis) — 32 min 24 s (SN) - Lecavalier (Andreychuk, St-Louis) — 59 min 43 s Richards (Modin) — 61 min 5 s | Arbitrage : Paul Devorski, Rob Shick Greg Devorski, Brad Kovachik |
| Théodore         | Gardiens | Khabibouline                | | Arbitrage : Paul Devorski, Rob Shick Greg Devorski, Brad Kovachik |
| 30 min           | Pénalités | 28 min                      | | Arbitrage : Paul Devorski, Rob Shick Greg Devorski, Brad Kovachik |
| 31               | Tirs | 28                          | | Arbitrage : Paul Devorski, Rob Shick Greg Devorski, Brad Kovachik |

| 29 avril | Montréal | 1-3 (1-0, 0-2, 0-1) | Tampa Bay | Centre Bell 21 273 spectateurs |

| Feuille de match | Feuille de match                  | Feuille de match | Feuille de match | Feuille de match                                                        |
| ---------------- | --------------------------------- | ---------------- | --- | ----------------------------------------------------------------------- |
|                  | Sundström (Juneau) — 5 min 46 s - | 1-0 1-1 1-2 1-3  | - Boyle (Lecavalier, Andreychuk) — 31 min 57 s (SN) Richards (Afanassenkov) — 37 min 14 s Modin (Afanassenkov, Andreychuk) — 59 min 4 s (CV) | Arbitrage : Michael McGeough, Brad Watson Brad Kovachik, Ray Scapinello |
| Théodore         | Gardiens                          | Khabibouline     | | Arbitrage : Michael McGeough, Brad Watson Brad Kovachik, Ray Scapinello |
| 21 min           | Pénalités                         | 17 min           | | Arbitrage : Michael McGeough, Brad Watson Brad Kovachik, Ray Scapinello |
| 28               | Tirs                              | 24               | | Arbitrage : Michael McGeough, Brad Watson Brad Kovachik, Ray Scapinello |

### Finale d'association contre les Flyers
Le Lightning joue la finale de l'Association de l'Est face aux Flyers de Philadelphie, troisièmes de l'association Est et premiers de la division Atlantique, qui ont terminé la saison régulière avec 40 victoires et 101 points, soit cinq points de moins que le Lightning. Ils ont vaincu les Devils du New Jersey et les Maple Leafs de Toronto au cours de ces séries et comptent dans leurs rangs Mark Recchi, Michal Handzuš, John LeClair ou encore Tony Amonte ainsi que Jeremy Roenick, et sont menés dans les buts par Robert Esche.
La série débute bien pour les joueurs du Lightning qui remporte le premier match 3-1. Le premier but du match est marqué en première période alors que Dave Andreychuk marque son premier des séries 2004, deux minutes après le début du deuxième tiers-temps, avant que Michal Handzuš ne vienne égaliser le score à un but partout à la 26e minute de jeu. Près de sept minute après le but des Flyers, Richards brise l'égalité en marquant un nouveau but pour le Lightning. Le Lightning en rajoute à la troisième période lorsque Chris Dingman marque son premier but des séries, assisté d'André Roy et Éric Perrin, qui marquent chacun leurs premières aides.
Le Lightning s'effondre lors du deuxième match puisque l'équipe perd la partie 6-2 devant leurs partisans. Les Flyers inscrivent trois buts au premier tiers : John LeClair, Mark Recchi qui marque en supériorité numérique et Sami Kapanen en infériorité numérique sont les buteurs des Flyers au cours de cette période. Les Flyers continuent d'augmenter leur avance au cours de la deuxième période avec un but de Vladimir Malakhov qui marque un quatrième but pour l'équipe puis Khabibouline est remplacé par son adjoint John Grahame pour le restant de la partie. Ce changement n'aide pas le Lightning puisque le joueur adverse Handzuš  marque à 12 secondes de la fin de cette période. À la 43e minute de jeu, Mattias Timander marque un nouveau but pour Flyers pour porter le score à 6-0. Près de quatre minutes après ce sixième but, une bataille a lieu entre Darryl Sydor et Daniil Markov alors que Kubina et Roy du côté du Lightning et Branko Radivojevič des Flyers reçoivent chacun une pénalité de méconduite. À la mi-période, Fedotenko, ex-joueur des Flyers de 2000 à 2002, parvient à marquer un premier but pour Tampa Bay dans le but d'éviter l'humiliation d'un blanchissage. Une nouvelle mêlée éclate entre les deux équipes après que Brashear ait donné un coup de crosse sur Tim Taylor puis Dingman venge son coéquipier en se battant contre Brashear. Bien qu'étant pénalisé cinq minutes pour s'être battu, Brashear ne reçoit aucune pénalité pour son coup sur Taylor. St-Louis marque un deuxième but du Lightning à moins de trois minutes de la fin du match. Au total, 130 minutes de pénalité sont décernées pour les deux équipes lors de ce match.
Les deux équipes se retrouvent au Wachovia Center à Philadelphie pour le troisième match de la série puis Stillman ouvre le score pour le Lightning à 12 minutes et 56 secondes du début du match. Près de deux minutes plus tard, Fedotenko double l'avance de son équipe à la suite d'une supériorité numérique. Après un second tiers-temps sans but, Keith Primeau des Flyers réduit l'écart à un but mais 43 secondes de jeu plus tard, Lecavalier marque un but pour porter le score à 3-1. Richards marque le quatrième but de son équipe qui est le dernier du match alors qu'il restait environ 12 minutes à faire au match. Lors du quatrième match, Modin marque le premier but du match mais deux buts rapides des Flyers marqués par LeClair et Recchi font mener les Flyers après la première période. Primeau augmente l'avance des Flyers lors du second tiers en marquant un but en infériorité numérique. Mené 3-1 en fin de troisième période, alors que Daniil Markov est pénalisé, le Lightning joue à 6 joueurs contre 4 et alors qu'il ne reste que 33 secondes au match, Lecavalier parvient à redonner espoir au Lightning mais l'équipe ne parvient pas à compléter sa remontée, le match finalement remporté par les Flyers puis la série est égale 2-2.
Le Lightning retourne à Tampa pour le cinquième match puis Fedotenko marque après que la première moitié de la première période soit terminée. Lors du deuxième tiers-temps, deux buts de Richards en supériorité numérique permettent au Lightning de prendre les devants 3-0 au cours de cette rencontre mais les Flyers marquent deux buts en 38 secondes par l'intermédiare de Handzuš et Patrick Sharp qui réduisent l'écart à un but. Le score reste inchangé jusqu'en fin de troisième tiers, alors que Taylor marque dans le filet déserté par Robert Esche et porter le score à 4-2. 
À Philadelphie pour le sixième match, le Lightning a l'occasion d'éliminer les Flyers et d'accéder à la finale de la Coupe Stanley. Le match débute pour l'équipe entraînée par John Tortorella puisque Lecavalier marque le premier but du match alors que le match venait de débuter depuis une minute et demie. Simon Gagné égalise toutefois le score 1-1 puis Primeau brise l'égalité dix minutes de jeu plus tard. 45 secondes se sont écoulées depuis le début du deuxième tiers-temps et Lecavalier égalise le score en marquant son deuxième but du match. Après un but de Sami Kapanen qui donne de nouveau l'avance aux Flyers, Fedotenko marque deux nouveaux buts pour le Lightning et permet à son équipe de mener le match 3-2. En fin de troisième période, alors que le Lightning est à moins de deux minutes d'accéder en finale de la Coupe, Primeau reçoit la passe de Mattias Timander et parvient à vaincre Khabibouline en marquant son deuxième but de la partie, qui permet d'égaliser le score 4-4 et emmène les deux équipes en période de prolongation. Lors de cette période supplémentaire, après plus de 18 minutes de jeu, Primeau passe le palet à Jeremy Roenick qui le passe à Gagné qui marque le but vainqueur, forçant ainsi la présentation d'un septième et ultime match.
Flyers et Lightning se retrouvent pour l'ultime match de la série et Fedotenko score le premier but du match à la 16e minute du premier tiers. Il s'agit d'un sixième but lors de cette série pour le joueur ukrainien. Environ cinq minutes se sont écoulées depuis le début du deuxième tiers-temps et Modin double l'avance du Lightning. Après que la moitié du second tiers soit passée, le défenseur des Flyes Kim Johnsson redonne espoir aux Flyers et marque un but qui permet de réduire l'écart à un but. Le Lightning étant en avance 2-1 dans le match, le score ne change plus jusqu'à la fin du match, qui signifie la victoire du Lightning qui accède en finale de la Coupe Stanley pour la première fois de son histoire.
| 8 mai | Tampa Bay | 3-1 (0-0, 2-1, 1-0) | Philadelphie | St. Pete Times Forum 21 425 spectateurs |

| Feuille de match | Feuille de match | Feuille de match | Feuille de match                             | Feuille de match                                                 |
| ---------------- | --- | ---------------- | -------------------------------------------- | ---------------------------------------------------------------- |
|                  | Andreychuk (Modin, Stillman) — 22 min 3 s - Richards (Modin, Stillman) — 33 min 34 s Dingman (Roy, Perrin) — 47 min 4 s | 1-0 1-1 2-1 3-1  | - Handzuš (Markov, Malakhov) — 26 min 48 s - | Arbitrage : Dan Marouelli, Brad Watson Scott Driscoll, Tim Nowak |
| Khabibouline     | Gardiens | Esche            |                                              | Arbitrage : Dan Marouelli, Brad Watson Scott Driscoll, Tim Nowak |
| 8 min            | Pénalités | 6 min            |                                              | Arbitrage : Dan Marouelli, Brad Watson Scott Driscoll, Tim Nowak |
| 17               | Tirs | 20               |                                              | Arbitrage : Dan Marouelli, Brad Watson Scott Driscoll, Tim Nowak |

| 10 mai | Tampa Bay | 2-6 (0-3, 0-2, 2-1) | Philadelphie | St. Pete Times Forum 21 314 spectateurs |

| Feuille de match     | Feuille de match                                                                            | Feuille de match                | Feuille de match | Feuille de match                                                   |
| -------------------- | ------------------------------------------------------------------------------------------- | ------------------------------- | --- | ------------------------------------------------------------------ |
|                      | - Fedotenko (Lecavalier, Lukowich) — 50 min 13 s St-Louis (Sydor, Boyle) — 57 min 18 s (SN) | 0-1 0-2 0-3 0-4 0-5 0-6 1-6 2-6 | LeClair (Handzuš) — 1 min 53 s Recchi (Ragnarsson) — 8 min 50 s (SN) Kapanen (Timander) — 11 min 17 s (IN) Malakhov (Roenick, Amonte) — 26 min 2 s Handzuš (Ragnarsson, Recchi) — 39 min 48 s Timander — 43 min 34 s - | Arbitrage : Marc Joannette, Don Koharski Scott Driscoll, Tim Nowak |
| Khabibouline Grahame | Gardiens                                                                                    | Esche                           | | Arbitrage : Marc Joannette, Don Koharski Scott Driscoll, Tim Nowak |
| 72 min               | Pénalités                                                                                   | 58 min                          | | Arbitrage : Marc Joannette, Don Koharski Scott Driscoll, Tim Nowak |
| 31                   | Tirs                                                                                        | 29                              | | Arbitrage : Marc Joannette, Don Koharski Scott Driscoll, Tim Nowak |

| 12 mai | Philadelphie | 1-4 (0-2, 0-0, 1-2) | Tampa Bay | Wachovia Center 19 897 spectateurs |

| Feuille de match | Feuille de match                            | Feuille de match    | Feuille de match | Feuille de match                                                  |
| ---------------- | ------------------------------------------- | ------------------- | --- | ----------------------------------------------------------------- |
|                  | - Primeau (Gagné, Malakhov) — 40 min 36 s - | 0-1 0-2 1-2 1-3 1-4 | Stillman (Richards, Modin) — 12 min 56 s Fedotenko (Andreychuk, Sydor) — 15 min 20 s (SN) - Lecavalier (St-Louis, Fedotenko) — 41 min 19 s Richards (St-Louis, Roy) — 48 min 20 s | Arbitrage : Kerry Fraser, Stephen Walkom Jean Morin, Brian Murphy |
| Esche            | Gardiens                                    | Khabibouline        | | Arbitrage : Kerry Fraser, Stephen Walkom Jean Morin, Brian Murphy |
| 40 min           | Pénalités                                   | 42 min              | | Arbitrage : Kerry Fraser, Stephen Walkom Jean Morin, Brian Murphy |
| 25               | Tirs                                        | 26                  | | Arbitrage : Kerry Fraser, Stephen Walkom Jean Morin, Brian Murphy |

| 15 mai | Philadelphie | 3-2 (2-1, 1-0, 0-1) | Tampa Bay | Wachovia Center 19 872 spectateurs |

| Feuille de match | Feuille de match                                                                                                | Feuille de match    | Feuille de match                                                                 | Feuille de match                                                  |
| ---------------- | --- | ------------------- | -------------------------------------------------------------------------------- | ----------------------------------------------------------------- |
|                  | - LeClair (Primeau, Kapanen) — 16 min 55 s Recchi (Timander, Jamnov) — 18 min 20 s Primeau — 31 min 50 s (IN) - | 0-1 1-1 2-1 3-1 3-2 | Modin (Kubina, Sydor) — 12 min 43 s (SN) - Lecavalier (Boyle) — 59 min 27 s (SN) | Arbitrage : Bill McCreary, Kevin Pollock Jean Morin, Brian Murphy |
| Esche            | Gardiens | Khabibouline        |                                                                                  | Arbitrage : Bill McCreary, Kevin Pollock Jean Morin, Brian Murphy |
| 16 min           | Pénalités | 10 min              |                                                                                  | Arbitrage : Bill McCreary, Kevin Pollock Jean Morin, Brian Murphy |
| 26               | Tirs | 30                  |                                                                                  | Arbitrage : Bill McCreary, Kevin Pollock Jean Morin, Brian Murphy |

| 18 mai | Tampa Bay | 4-2 (1-0, 2-2, 1-0) | Philadelphie | St. Pete Times Forum 21 517 spectateurs |

| Feuille de match | Feuille de match | Feuille de match        | Feuille de match                                                                    | Feuille de match                                                        |
| ---------------- | --- | ----------------------- | ----------------------------------------------------------------------------------- | ----------------------------------------------------------------------- |
|                  | Fedotenko (Boyle, Sydor) — 10 min 30 s (SN) Richards (Andreychuk, Kubina) — 20 min 24 s (SN) Richards (Stillman, Lecavalier) — 27 min 12 s (SN) - Taylor (St-Louis, Andreychuk) — 59 min 45 s (CV) | 1-0 2-0 3-0 3-1 3-2 4-2 | - Handzuš (Amonte, LeClair) — 28 min 56 s Sharp (Primeau, Brashear) — 29 min 34 s - | Arbitrage : Dan Marouelli, Don VanMassenhoven Scott Driscoll, Tim Nowak |
| Khabibouline     | Gardiens | Esche                   |                                                                                     | Arbitrage : Dan Marouelli, Don VanMassenhoven Scott Driscoll, Tim Nowak |
| 14 min           | Pénalités | 16 min                  |                                                                                     | Arbitrage : Dan Marouelli, Don VanMassenhoven Scott Driscoll, Tim Nowak |
| 31               | Tirs | 30                      |                                                                                     | Arbitrage : Dan Marouelli, Don VanMassenhoven Scott Driscoll, Tim Nowak |

| 20 mai | Philadelphie | 5-4 (pr) (2-1, 1-3, 1-0, 1-0) | Tampa Bay | Wachovia Center 19 910 spectateurs |

| Feuille de match | Feuille de match | Feuille de match                    | Feuille de match | Feuille de match                                                 |
| ---------------- | --- | ----------------------------------- | --- | ---------------------------------------------------------------- |
|                  | - Gagné (Primeau, Roenick) — 7 min 23 s Primeau (Malakhov) — 17 min 1 s - Kapanen (Jamnov) — 32 min 42 s - Primeau (Timander) — 58 min 11 s Gagné (Roenick, Primeau) — 78 min 18 s | 0-1 1-1 2-1 2-2 3-2 3-3 3-4 4-4 5-4 | Lecavalier (St-Louis) — 1 min 28 s - Lecavalier — 20 min 45 s - Fedotenko (Andreychuk, St-Louis) — 35 min 15 s Fedotenko (Andreychuk, Richards) — 37 min 33 s (SN) - | Arbitrage : Kerry Fraser, Stephen Walkom Brian Murphy, Tim Nowak |
| Esche            | Gardiens | Khabibouline                        | | Arbitrage : Kerry Fraser, Stephen Walkom Brian Murphy, Tim Nowak |
| 6 min            | Pénalités | 6 min                               | | Arbitrage : Kerry Fraser, Stephen Walkom Brian Murphy, Tim Nowak |
| 43               | Tirs | 29                                  | | Arbitrage : Kerry Fraser, Stephen Walkom Brian Murphy, Tim Nowak |

| 22 mai | Tampa Bay | 2-1 (1-0, 1-1, 0-0) | Philadelphie | St. Pete Times Forum 22 117 spectateurs |

| Feuille de match | Feuille de match                                                                              | Feuille de match | Feuille de match                   | Feuille de match                                                       |
| ---------------- | --------------------------------------------------------------------------------------------- | ---------------- | ---------------------------------- | ---------------------------------------------------------------------- |
|                  | Fedotenko (St-Louis, Richards) — 16 min 46 s (SN) Modin (Cullimore, Richards) — 24 min 57 s - | 1-0 2-0 2-1      | - Johnsson (Handzuš) — 30 min 16 s | Arbitrage : Stephen Walkom, Brad Watson Scott Driscoll, Ray Scapinello |
| Khabibouline     | Gardiens                                                                                      | Esche            |                                    | Arbitrage : Stephen Walkom, Brad Watson Scott Driscoll, Ray Scapinello |
| 8 min            | Pénalités                                                                                     | 8 min            |                                    | Arbitrage : Stephen Walkom, Brad Watson Scott Driscoll, Ray Scapinello |
| 32               | Tirs                                                                                          | 23               |                                    | Arbitrage : Stephen Walkom, Brad Watson Scott Driscoll, Ray Scapinello |

### Finale de la Coupe Stanley contre les Flames

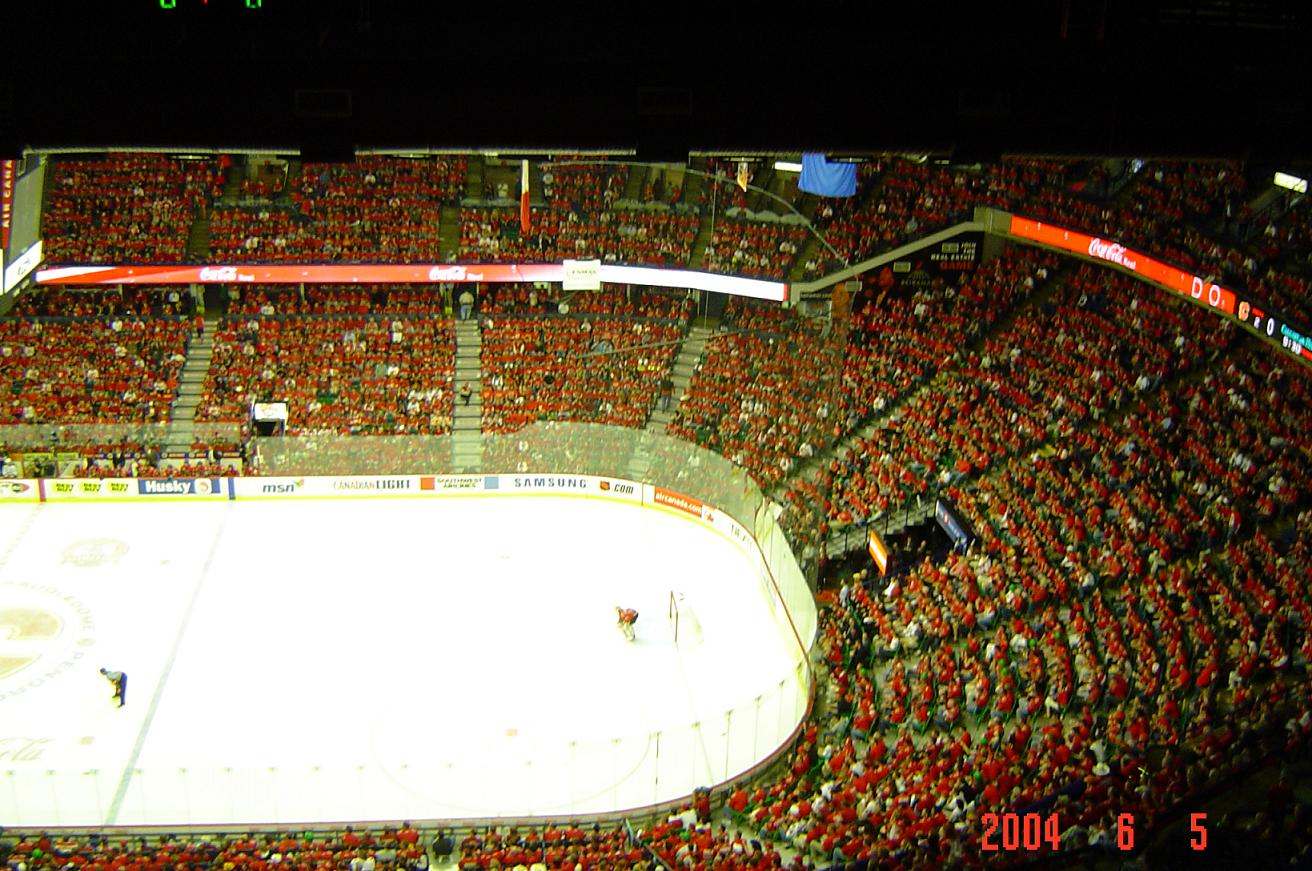
Sixième match de la finale de la Coupe à Calgary.

En finale, le Lightning est confronté aux Flames de Calgary. Au cours des séries, les Flames, sixièmes de l'Association de l'Ouest, ont successivement éliminé les Canucks de Vancouver, les Red Wings de Détroit et les Sharks de San José, les trois qui étaient alors champions de leur division respective. L'équipe est menée par le capitaine Jarome Iginla, meilleur buteur de la ligue avec 41 buts en compagnie de Rick Nash (Blue Jackets) et Ilia Kovaltchouk (Thrashers) en plus d'être en nomination pour l'obtention du trophée Hart remis au meilleur joueur, alors en compétition avec St-Louis. Calgary est menée par Miikka Kiprusoff dans les buts, acquis des Sharks en cours de saison et nommé pour le trophée Vézina remis au meilleur gardien de but. 
La finale commence mal pour le Lightning puisqu'il perd le premier match 4-1. Après trois minutes de jeu, Martin Gélinas marque le premier but de la finale. En deuxième période, après plus de 15 minutes passés lors du deuxième tiers, Iginla double l'avance des Flames à 2-0 alors que son équipe était en infériorité numérique à la suite d'une pénalité de son coéquipier Andrew Ference puis moins de trois minutes plus tard, Stéphane Yelle marque un autre but pour les Flames pour porter la marque à 3-0. Lors du dernier tiers-temps, St-Louis profite d'une supériorité numérique après une pénalité du joueur de Calgary Ville Nieminen pour marquer le premier but du Lightning et réduire l'écart à deux buts. Cependant, vers la fin du match, Fedotenko et St-Louis sont pénalisés et les Flames jouent à 5 joueurs contre 3. Chris Simon profite de cette double supériorité numérique pour marquer un but alors qu'il ne restait que 20 secondes au match.
Le Lightning parvient à égaliser la série après avoir remporté le deuxième match 4-1. Fedotenko ouvre le pointage en marquant son dixième but des séries à la septième minute de jeu. Après un deuxième tiers sans but, Richards double l'avance de Tampa Bay à près de trois minutes depuis le début du dernier tiers-temps puis une minute et neuf secondes plus tard, Boyle creuse l'écart en marquant un troisième but pour le Lightning. Près de deux minutes après ce but, un combat entre Stillman et Ference. Huit secondes après le combat, St-Louis inscrit un autre but pour le Lightning pour porter le score à 4-0. Un autre combat a lieu puisque Roy et Simon se battent également. La moitié de la troisième période est passée puis Nieminen profite d'une supériorité numérique à la suite d'une pénalité de Taylor pour marquer un but pour les Flames et éviter un blanchissage de la part du Lightning. L'équipe gagne tout de même le match pour égaliser la série 1-1. À la fin du match, pas moins de 137 minutes de pénalité ont été décernées aux deux équipes et cinq joueurs ont reçu une pénalité de méconduite (Dingman, Roy et Kubina du côté du Lightning et Simon et Chuck Kobasew pour les Flames).
Lors du troisième match qui déroule dans le Scotiabank Saddledome à Calgary, après une première période sans but, Simon marque le premier but en deuxième après une pénalité de Lukowich vers la 34e minute puis près de quatre minutes, Shean Donovan fait doubler l'avance des siens. Alors qu'il reste environ six minutes à faire au match, Fedotenko reçoit une violente mise en échec de la part de Robyn Regehr et souffre d'une blessure à la tête en plus d'avoir une coupure à une joue. En fin de troisième période, Iginla marque un but pour porter la marque à 3-0. Le Lightning n'a pas marqué de but sur 21 tirs au but, tous arrêtés par Kiprusoff qui réalise un blanchissage et aide l'équipe à prendre les devants dans la série. 
Le Lightning joue le quatrième match de la finale sans Kubina et Fedotenko, tous deux blessés. Ce match débute par un but de Richards en début de première période qui marque dans une double supériorité numérique à la suite des pénalités des joueurs des Flames Chris Clark et Mike Commodore. Avec 4 minutes et 13 secondes restantes, Nieminen assène une mise en échec par derrière à Lecavalier en se servant de son avant-bras. Lecavalier, blessé à la tête, reçoit une dizaine de points de suture pour cicatriser sa coupure au côté de sa tête puis quitte le match alors que Nieminen reçoit une pénalité majeure de 5 minutes ainsi qu'une pénalité de méconduite qui le conduit à une expulsion du match ; il sera plus tard suspendu pour le match suivant. Avec un seul but marqué, le Lightning gagne ce match 1-0 pour égaliser la finale à 2 matchs partout. Khaibouline réalise un blanchissage après avoir effectué 29 arrêts.
Le Lightning est de retour à Tampa pour le cinquième match mais les Flames mènent le match en premier puisque Gélinas marque en début de rencontre. À 34 secondes de la fin du premier tiers, St-Louis parvient à égaliser le score à un but partout. Après que Iginla ait inscrit un but en deuxième période, Modin ramène les deux équipes à la case départ avec un but en supériorité numérique et égalise le score 2-2 six secondes seulement depuis la pénalité de Rhett Warrener. Les deux équipes s'en vont en prolongation puis après 14 minutes et 40 secondes, Oleg Saprykine marque le but vainqueur et permet à son équipe de mener une nouvelle fois la série.
Les deux équipes se retrouvent à Calgary pour le sixième match et une victoire est obligatoire pour le Lightning s'il veut espérer remporter la Coupe. Lors de la deuxième période, Richards profite d'une supériorité numérique pour faire prendre les devants au Lightning mais le joueur des Flames Chris Clark égalise cependant le score 1-1. Moins de deux minutes après ce but égalisateur, Richards donne une nouvelle avance au Lightning, toujours grâce à une supériorité numérique, en marquant son 12e but des séries. Toutefois, alors qu'il reste un peu plus de deux minutes au deuxième tiers-temps, Marcus Nilson crée encore une fois l'égalité. C'est toujours l'impasse après le temps réglementaire puisque aucun but n'est marqué en troisième tiers-temps et les deux équipes s'en vont en prolongation. Toujours aucun but n'est marqué lors de la première période de prolongation et 33 secondes après le début de la deuxième prolongation, St-Louis déjoue le gardien Kiprusoff par un but pour ainsi sauver de Lightning de l'élimination et forcer un septième match face aux Flames qui n'étaient qu'à un but de gagner la Coupe.
Les finalistes sont à Tampa pour un septième et ultime match, alors que le Lightning a la chance de gagner la Coupe devant leurs partisans. Au premier vingt, alors que le joueur adverse Saprykine est pénalisé, Richards effectue un tir face à Kiprusoff qui bloque le tir avec sa jambière mais fait un rebond puis Fedotenko reprend le palet dans lequel il parvient à marquer le premier but du match. Lors du deuxième tiers, Fedotenko reçoit une passe de Lecavalier et marque un nouveau but pour le Lightning qui mène désormais le match 2-0. Alors que le Lightning n'est qu'à une période de remporter la Coupe, les Flames refusent d'abdiquer lorsque Craig Conroy réduit l'écart à un but après avoir marqué alors qu'il était près de la ligne bleue dans une supériorité numérique à la suite d'une pénalité du défenseur Nolan Pratt. Le Lightning tient le coup et remporte pour la première fois de son histoire la Coupe Stanley.
Le capitaine Dave Andreychuk, âgé de 40 ans et qui jouait sa 22e saison dans la ligue, soulève la Coupe pour la première fois de sa carrière. Brad Richards remporte le trophée Conn-Smythe remis au meilleur joueur des séries éliminatoires après une performance de 12 buts et 14 assistances pour un total de 26 points en 23 matchs.
| 25 mai | Tampa Bay | 1-4 (0-1, 0-2, 1-1) | Calgary | St. Pete Times Forum 21 674 spectateurs |

| Feuille de match | Feuille de match                                  | Feuille de match    | Feuille de match | Feuille de match                                                       |
| ---------------- | ------------------------------------------------- | ------------------- | --- | ---------------------------------------------------------------------- |
|                  | - St-Louis (Richards, Boyle) — 44 min 13 s (SN) - | 0-1 0-2 0-3 1-3 1-4 | Gélinas (Conroy, Ference) — 3 min 2 s Iginla — 35 min 21 s (IN) Yelle — 38 min 8 s - Simon (Saprykine, Regehr) — 59 min 40 s (2 SN) | Arbitrage : Bill McCreary, Stephen Walkom Scott Driscoll, Brian Murphy |
| Khabibouline     | Gardiens                                          | Kiprusoff           | | Arbitrage : Bill McCreary, Stephen Walkom Scott Driscoll, Brian Murphy |
| 10 min           | Pénalités                                         | 12 min              | | Arbitrage : Bill McCreary, Stephen Walkom Scott Driscoll, Brian Murphy |
| 24               | Tirs                                              | 19                  | | Arbitrage : Bill McCreary, Stephen Walkom Scott Driscoll, Brian Murphy |

| 27 mai | Tampa Bay | 4-1 (1-0, 0-0, 3-1) | Calgary | St. Pete Times Forum 22 222 spectateurs |

| Feuille de match | Feuille de match | Feuille de match    | Feuille de match                           | Feuille de match                                                  |
| ---------------- | --- | ------------------- | ------------------------------------------ | ----------------------------------------------------------------- |
|                  | Fedotenko (Cullimore, Lecavalier) — 7 min 10 s Richards (Andreychuk, St-Louis) — 42 min 51 s Boyle (Richards, Modin) — 44 min St-Louis (Lecavalier, Andreychuk) — 45 min 58 s (SN) - | 1-0 2-0 3-0 4-0 4-1 | - Nieminen (Donovan, Regehr) — 52 min 21 s | Arbitrage : Stephen Walkom, Brad Watson Brian Murphy, Ray Scapine |
| Khabibouline     | Gardiens | Kiprusoff           |                                            | Arbitrage : Stephen Walkom, Brad Watson Brian Murphy, Ray Scapine |
| 70 min           | Pénalités | 67 min              |                                            | Arbitrage : Stephen Walkom, Brad Watson Brian Murphy, Ray Scapine |
| 31               | Tirs | 19                  |                                            | Arbitrage : Stephen Walkom, Brad Watson Brian Murphy, Ray Scapine |

| 29 mai | Calgary | 3-0 (0-0, 2-0, 1-0) | Tampa Bay | Pengrowth Saddledome 19 221 spectateurs |

| Feuille de match | Feuille de match                                                                                          | Feuille de match | Feuille de match | Feuille de match                                                    |
| ---------------- | --- | ---------------- | ---------------- | ------------------------------------------------------------------- |
|                  | Simon (Iginla, Leopold) — 33 min 53 s (SN) Donovan — 37 min 9 s Iginla (Regehr, Simon) — 58 min 28 s (SN) | 1-0 2-0 3-0      | -                | Arbitrage : Kerry Fraser, Bill McCreary Scott Driscoll, Mark Wheler |
| Kiprusoff        | Gardiens                                                                                                  | Khabibouline     |                  | Arbitrage : Kerry Fraser, Bill McCreary Scott Driscoll, Mark Wheler |
| 13 min           | Pénalités                                                                                                 | 23 min           |                  | Arbitrage : Kerry Fraser, Bill McCreary Scott Driscoll, Mark Wheler |
| 18               | Tirs | 21               |                  | Arbitrage : Kerry Fraser, Bill McCreary Scott Driscoll, Mark Wheler |

| 31 mai | Calgary | 0-1 (0-1, 0-0, 0-0) | Tampa Bay | Pengrowth Saddledome 19 221 spectateurs |

| Feuille de match | Feuille de match | Feuille de match | Feuille de match                                 | Feuille de match                                                |
| ---------------- | ---------------- | ---------------- | ------------------------------------------------ | --------------------------------------------------------------- |
|                  | -                | 0-1              | Richards (Andreychuk, Boyle) — 2 min 48 s (2 SN) | Arbitrage : Kerry Fraser, Brad Watson Brian Murphy, Mark Wheler |
| Kiprusoff        | Gardiens         | Khabibouline     |                                                  | Arbitrage : Kerry Fraser, Brad Watson Brian Murphy, Mark Wheler |
| 23 min           | Pénalités        | 4 min            |                                                  | Arbitrage : Kerry Fraser, Brad Watson Brian Murphy, Mark Wheler |
| 29               | Tirs             | 24               |                                                  | Arbitrage : Kerry Fraser, Brad Watson Brian Murphy, Mark Wheler |

| 3 juin | Tampa Bay | 2-3 (pr) (1-1, 0-1, 1-0, 0-1) | Calgary | St. Pete Times Forum 22 426 spectateurs |

| Feuille de match | Feuille de match                                                                              | Feuille de match    | Feuille de match                                                                                                | Feuille de match                                                         |
| ---------------- | --------------------------------------------------------------------------------------------- | ------------------- | --- | ------------------------------------------------------------------------ |
|                  | - St-Louis (Cibák, Dingman) — 19 min 26 s - Modin (Richards, Andreychuk) — 40 min 37 s (SN) - | 0-1 1-1 1-2 2-2 2-3 | Gélinas (Lydmnan, Montador) — 2 min 13 s (SN) - Iginla — 35 min 10 s - Saprykine (Iginla, Nilson) — 74 min 40 s | Arbitrage : Bill McCreary, Stephen Walkom Scott Driscoll, Ray Scapinello |
| Khabibouline     | Gardiens                                                                                      | Kiprusoff           | | Arbitrage : Bill McCreary, Stephen Walkom Scott Driscoll, Ray Scapinello |
| 4 min            | Pénalités                                                                                     | 4 min               | | Arbitrage : Bill McCreary, Stephen Walkom Scott Driscoll, Ray Scapinello |
| 28               | Tirs                                                                                          | 36                  | | Arbitrage : Bill McCreary, Stephen Walkom Scott Driscoll, Ray Scapinello |

| 5 juin | Calgary | 2-3 (2 pr) (0-0, 2-2, 0-0, 0-0, 0-1) | Tampa Bay | Pengrowth Saddledome 19 221 spectateurs |

| Feuille de match | Feuille de match                                                                     | Feuille de match    | Feuille de match | Feuille de match                                                      |
| ---------------- | ------------------------------------------------------------------------------------ | ------------------- | --- | --------------------------------------------------------------------- |
|                  | - Clark (Yelle, Nieminen) — 29 min 5 s - Nilson (Saprykine, Ference) — 37 min 49 s - | 0-1 1-1 1-2 2-2 2-3 | Richards (St-Louis, Fedotenko) — 24 min 17 s (SN) - Richards — 30 min 52 s (SN) - St-Louis (Richards, Taylor) — 80 min 33 s | Arbitrage : Bill McCreary, Stephen Walkom Ray Scapinello, Mark Wheler |
| Kiprusoff        | Gardiens                                                                             | Khabibouline        | | Arbitrage : Bill McCreary, Stephen Walkom Ray Scapinello, Mark Wheler |
| 10 min           | Pénalités                                                                            | 8 min               | | Arbitrage : Bill McCreary, Stephen Walkom Ray Scapinello, Mark Wheler |
| 33               | Tirs                                                                                 | 27                  | | Arbitrage : Bill McCreary, Stephen Walkom Ray Scapinello, Mark Wheler |

| 7 juin | Tampa Bay | 2-1 (1-0, 1-0, 0-1) | Calgary | St. Pete Times Forum 22 717 spectateurs |

| Feuille de match | Feuille de match                                                                                | Feuille de match | Feuille de match                      | Feuille de match                                                  |
| ---------------- | ----------------------------------------------------------------------------------------------- | ---------------- | ------------------------------------- | ----------------------------------------------------------------- |
|                  | Fedotenko (Richards, Modin) — 13 min 31 s (SN) Fedotenko (Lecavalier, Stillman) — 34 min 38 s - | 1-0 2-0 2-1      | - Conroy (Leopold) — 49 min 21 s (SN) | Arbitrage : Kerry Fraser, Bill McCreary Brian Murphy, Mark Wheler |
| Khabibouline     | Gardiens                                                                                        | Kiprusoff        |                                       | Arbitrage : Kerry Fraser, Bill McCreary Brian Murphy, Mark Wheler |
| 6 min            | Pénalités                                                                                       | 10 min           |                                       | Arbitrage : Kerry Fraser, Bill McCreary Brian Murphy, Mark Wheler |
| 15               | Tirs                                                                                            | 17               |                                       | Arbitrage : Kerry Fraser, Bill McCreary Brian Murphy, Mark Wheler |

## Bilan de la saison

### Le Lightning et leurs fans

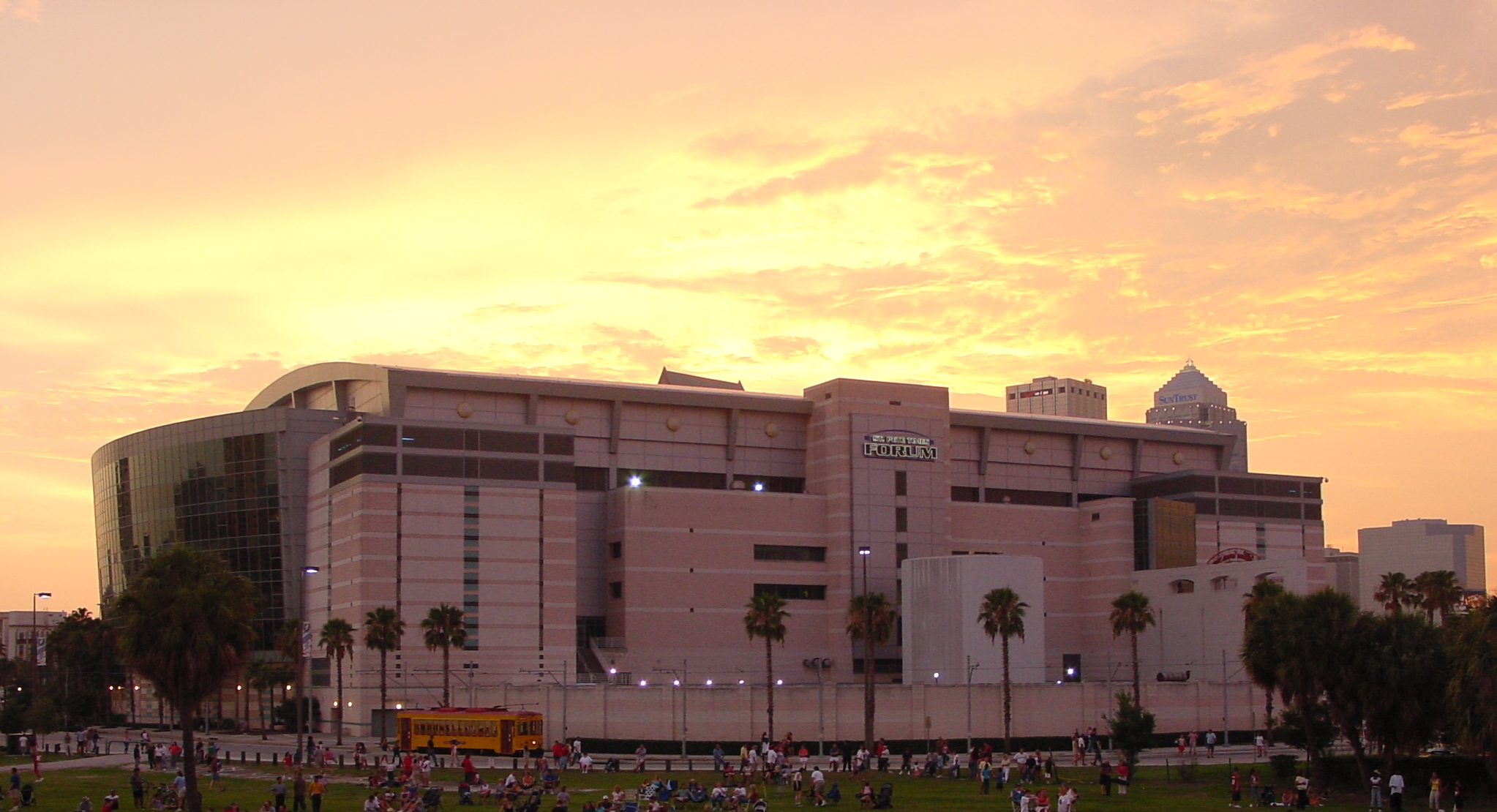
Le St. Pete Times Forum, patinoire où le Lightning a joué ses matchs à domicile.

Le Lightning a joué ses matchs à domicile au St. Pete Times Forum. La moyenne de remplissage par match est de 90,2 %, soit une moyenne de 17 820 spectateurs par match.

### Joueurs récompensés
Martin St-Louis termine une saison couronnée de succès en remportant le trophée Art-Ross remis au meilleur pointeur avec un total de 94 points, le trophée plus-moins de la LNH, qu'il partage avec Marek Malík, qui ont chacun un différentiel de +35, le trophée Hart remis au meilleur joueur de la ligue après avoir été en nomination avec Martin Brodeur des Devils du New Jersey et Jarome Iginla des Flames de Calgary, ainsi que le trophée Lester-B.-Pearson remis au meilleur joueur désigné par ses pairs. Il figure de plus sur la première équipe d'étoiles de la ligue.
En plus du trophée Conn-Smythe qu'il remporte comme joueur le plus utile des séries, Brad Richards met la main sur le trophée Lady Byng remis au joueur avec le meilleur esprit sportif de la ligue après avoir devancé Daniel Alfredsson des Sénateurs d'Ottawa et son coéquipier St-Louis au niveau des votes. En plus d'avoir réalisé 79 points au cours de la saison régulière, il n'a reçu que 12 minutes de pénalité. 
L'entraîneur-chef du Lightning John Tortorella reçoit le trophée Jack-Adams du meilleur entraîneur de la ligue après avoir été parmi les finalistes avec Darryl Sutter des Flames et Ron Wilson des Sharks de San José.

## Noms inscrits sur la Coupe Stanley
La liste ci-dessous présente l'ensemble des personnalités ayant le droit de faire partie de l'effectif officiel champion de la Coupe Stanley. Pour être listés parmi les vainqueurs de la coupe et avoir leur nom gravé sur celle-ci, les joueurs doivent avoir participé, avec l'équipe gagnante, au minimum à 41 des rencontres de la saison régulière ou une rencontre de la finale des éliminatoires. En plus des joueurs, des membres de la franchise ont également leur nom sur la Coupe. Au total, 52 membres du Lightning ont leur nom gravé sur la Coupe Stanley,.
- Gardiens de but : Nikolaï Khabibouline et John Grahame.
- Défenseurs : Stanislav Neckář, Jassen Cullimore, Pavel Kubina, Cory Sarich, Dan Boyle, Brad Lukowich, Darren Rumble, Nolan Pratt et Darryl Sydor.
- Ailiers : Ben Clymer, Chris Dingman, Rouslan Fedotenko, Dave Andreychuk (C), Martin St-Louis, Dmitri Afanassenkov, Fredrik Modin (A), André Roy et Cory Stillman.
- Centres : Vincent Lecavalier (A), Martin Cibák, Éric Perrin, Brad Richards et Tim Taylor.
- Membres de l'organisation : William Davidson, Thomas Wilson, Ronald Campbell, Jay Feaster, John Tortorella, Craig Ramsay, Jeff Reese, Nigel Kirwan, Eric Lawson, Tom Mulligan, Adam Rambo, Ray Thill, Dana Heinze , Jim Pickard, Mike Griebel, Bill Barber, Jake Goertzen, Phil Thibodeau, Ryan Belec, Rick Paterson, Kari Kettunen, Glen Zacharias, Steve Barker, Dave Heitz, Yuri Yanchenkov, Bill Wickett, Sean Herny.